# アイスクリーム シンドローム
「アイスクリーム シンドローム」は、スキマスイッチが2010年7月7日に発売した通算13枚目のシングル。

## 解説
- 12thシングル「ゴールデンタイムラバー」から約9ヶ月ぶりのリリース。
- 当初は6月30日発売予定だったが、諸般の事情により7月7日に変更となった。
- 初回生産限定盤・期間生産限定盤・通常盤の3種同時発売。初回盤のCDはBlu-spec CD仕様であるほか、DVDが付属されている。
- 期間生産限定盤は『ポケットモンスター ダイヤモンド&パール』描き下ろし紙ジャケット仕様&ポケモンシール付属。

## 収録曲
全作詞・作曲：スキマスイッチ
1. アイスクリーム シンドローム [4:56]
  - 東宝配給映画『劇場版ポケットモンスター ダイヤモンド&パール 幻影の覇者 ゾロアーク』主題歌。
  - 主題歌を担当するにあたり、映画の監督から受けた「聴いたあとにスカッとするような曲」というオーダーを軸に制作された[2]。
  - 大サビは大橋曰く「（地声で歌うには）現実的なキーじゃない」。大橋は後のインタビューで「今だに「このキーで良かったのかな」と思う唯一の曲」と語っている[3]。
  - 2012年に実施された、5thアルバム『musium』までの楽曲を対象としたファン投票で7位となり、『DOUBLES BEST』に収録された。
2. 夕凪 [4:25]
  - スキマスイッチ結成前に大橋がソロで活動していたときの楽曲のリメイク。この楽曲のアレンジとレコーディングを常田に依頼したことがきっかけでスキマスイッチを結成することとなる[2]。
  - スキマスイッチ名義のインディーズアルバム『10チャンネル』にも収録されている。
  - The Beatlesに影響を受けて作った楽曲であり、本作のためのレコーディングにあたっては参加ミュージシャンもThe Beatlesが好きなメンバーを集めている[2]。
3. 1017小節のラブソング [4:45]
  - 常田の友人の結婚式のために作られた楽曲[2]。
  - 常田が歌詞、大橋が曲を担当している[2]。
  - スキマスイッチの作品としては、初めて歌詞を先に作った楽曲である[2]。
  - ツアーの追加公演である「スキマスイッチ TOUR 2015 “SUKIMASWITCH”SPECIAL」において歌詞を追加したアレンジが披露された。
4. アイスクリーム シンドローム (backing track) [4:54]

## 初回特典DVD
1. 「アイスクリーム シンドローム」ビデオクリップ
2. スキマスイッチの新記録シンドローム!?

## 7inchアナログ盤
- 2010年にリリースした13thシングル「アイスクリーム シンドローム」のアナログ盤。
- 自身が立ち上げたアナログ専門レーベル「KU-KAN RECORDS」からの第六弾リリース作品[4]。
- 完全限定盤。
- 33回転仕様。
- 「ラストシーン / またね。（betsu-oke ver.）」「Hello Especially/ サウンドオブ」との同時リリース。
- 2020年2月～9月にリリースされた全25タイトルの「特典引換券」を集めて送ることで7インチ収納BOXがプレゼントされる。

### 収録曲
全作詞・作曲：スキマスイッチ

#### SIDE A
1. アイスクリーム シンドローム

#### SIDE B
1. 夕凪

## ライブ映像作品
| 曲名                        | 発売年 | 作品名                                                                     |
| --------------------------- | ------ | -------------------------------------------------------------------------- |
| アイスクリーム シンドローム | 2010年 | Augusta Camp 2010〜Live and Documentary〜                                  |
| アイスクリーム シンドローム | 2012年 | スキマスイッチ TOUR 2012 “musium” THE MOVIE                                |
| アイスクリーム シンドローム | 2013年 | スキマスイッチ TOUR 2012-2013“DOUBLES ALL JAPAN”THE MOVIE                  |
| アイスクリーム シンドローム | 2015年 | sukimaswitch official fan club DELUXE FAN CLUB EVENT TOUR 「V.I.P. Vol.2」 |
| アイスクリーム シンドローム | 2015年 | スキマスイッチ TOUR 2015 “SUKIMASWITCH”-SPECIAL-THE MOVIE                  |
| アイスクリーム シンドローム | 2015年 | sukimaswitch official fan club DELUXE FAN CLUB EVENT TOUR 「V.I.P. Vol.3」 |
| アイスクリーム シンドローム | 2020年 | スキマスイッチ TOUR 2019-2020 POPMAN'S CARNIVAL vol.2 THE MOVIE            |
| アイスクリーム シンドローム | 2021年 | スキマスイッチ2021ライブ&ドキュメンタリーfor DELUXE                        |
| アイスクリーム シンドローム | 2022年 | スキマスイッチ “Soundtrack” THE MOVIE                                      |
| アイスクリーム シンドローム | 2023年 | DELUXE FAN CLUB EVENT TOUR V.I.P. Vol.4                                    |
| 1017小節のラブソング        | 2015年 | スキマスイッチ TOUR 2015 “SUKIMASWITCH”-SPECIAL-THE MOVIE                  |
| 1017小節のラブソング        | 2022年 | スキマスイッチ “Soundtrack” THE MOVIE                                      |
| 1017小節のラブソング        | 2025年 | スキマスイッチ TOUR 2024-2025 “A museMentally” THE MOVIE                   |
| 夕凪                        | 2014年 | スキマスイッチ 10th Anniversary Arena Tour 2013 “POPMAN'S WORLD”THE MOVIE  |
| 夕凪                        | 2015年 | sukimaswitch official fan club DELUXE FAN CLUB EVENT TOUR 「V.I.P. Vol.3」 |

## 収録アルバム
| 曲名                        | 発売年 | 作品名                                                           | 分類         |
| --------------------------- | ------ | ---------------------------------------------------------------- | ------------ |
| アイスクリーム シンドローム | 2011年 | musium                                                           | オリジナル   |
| アイスクリーム シンドローム | 2012年 | DOUBLES BEST                                                     | ベスト       |
| アイスクリーム シンドローム | 2012年 | スキマスイッチ TOUR 2012 "musium"                                | ライブ       |
| アイスクリーム シンドローム | 2013年 | POPMAN'S WORLD〜All Time Best 2003-2013〜                        | ベスト       |
| アイスクリーム シンドローム | 2013年 | スキマスイッチ TOUR 2012-2013“DOUBLES ALL JAPAN”                 | ライブ       |
| アイスクリーム シンドローム | 2015年 | スキマスイッチ TOUR 2015 “SUKIMASWITCH”SPECIAL                   | ライブ       |
| アイスクリーム シンドローム | 2018年 | スキマノハナタバ 〜Love Song Selection〜                         | コンセプト   |
| アイスクリーム シンドローム | 2020年 | スキマスイッチ TOUR 2019-2020 POPMAN'S CARNIVAL vol.2            | ライブ       |
| アイスクリーム シンドローム | 2021年 | Weather Song of スキマスイッチ                                   | プレイリスト |
| アイスクリーム シンドローム | 2021年 | SUKIMASWITCH Anime Songs                                         | プレイリスト |
| 1017小節のラブソング        | 2016年 | POPMAN'S ANOTHER WORLD                                           | ベスト       |
| 1017小節のラブソング        | 2018年 | スキマノハナタバ 〜Love Song Selection〜                         | コンセプト   |
| 夕凪                        | 2000年 | 10チャンネル                                                     | インディーズ |
| 夕凪                        | 2014年 | スキマスイッチ 10th Anniversary Arena Tour 2013 “POPMAN'S WORLD” | ライブ       |
| 夕凪                        | 2016年 | POPMAN'S ANOTHER WORLD                                           | ベスト       |

## カバー
アイスクリーム シンドローム
- 2017年9月6日、HALOのジェヨンがコンセプトアルバム『HALOの不思議なレストラン』でカバー。